# Baixa Birmânia

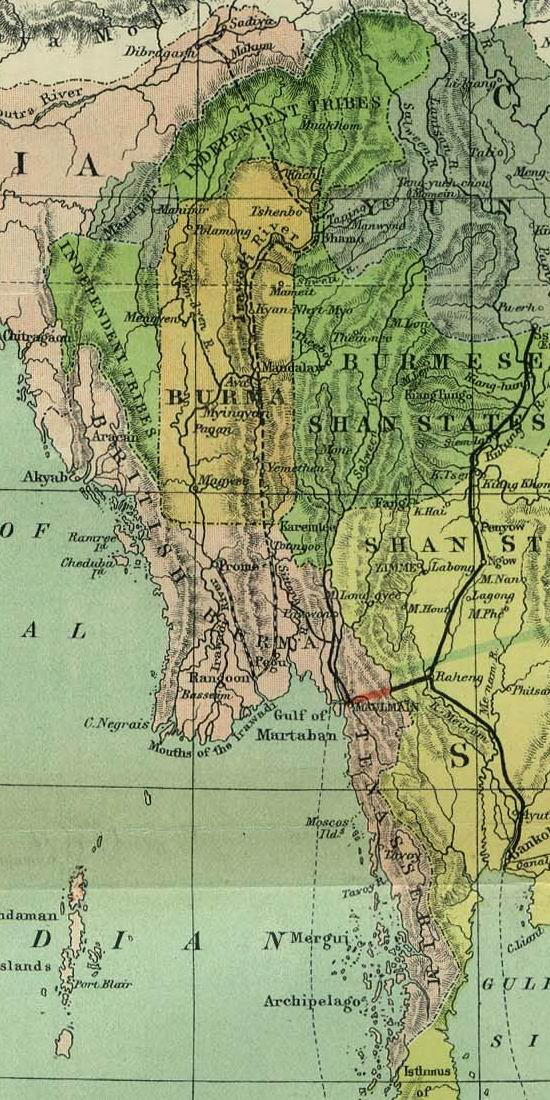
A Baixa Birmânia em cor-de-rosa e a Alta Birmânia em cor-de-laranja, mapa de 1886

A Baixa Birmânia é uma região histórica referente à parte da Birmânia anexada pelo Império Britânico após a Segunda Guerra Anglo-Birmanesa, que ocorreu em 1852, mais o reino de Arracão e o território de Tenasserim o qual os britânicos haviam controlado em 1826. A Baixa Birmânia tinha seu centro em Rangum, e era composta de toda a costa da Birmânia moderna  e também da bacia inferior do rio Irrawaddy, incluindo Prome. A área também era conhecida como Birmânia Britânica. A Baixa Birmânia era povoada predominantemente pelos Mon, Karen, Anglo-Birmaneses e Bamar.